# 北院御室日次記
北院御室日次記（きたのいんおむろひなみき）は、守覚法親王による平安時代末期から鎌倉時代にかけての日記。

## 概説
残欠はすべて仁和寺に伝存する。内訳は、守覚法親王自筆の1180（治承4）年10-11月を収める一巻と、1182（寿永元）年11-12月を収める後人の写本三巻である。
また事項ごとの抄録として『観音院結縁灌頂記』『元暦御灌頂記』『孔雀経法記』『建久御灌頂記』『後高野御室御加行其他』『加行事』『旧仏重供養事』『止雨法事』が伝わり、これらを加えると、1173（承安三）年から建仁元（1201）年までの年次が部分的に残るといえる。
『明月記』『群言鈔』などには北院御室日次記の引載部分が伝わる。具注暦を用いており、自筆本は消息・宿紙をところどころに継いでいる。

## 刊本
- 塙保己一 編『続群書類従 三一輯 下 雑部』続群書類従完成会。